# Свети Власий (Щип)
„Свети Власий“ (на македонска литературна норма: „Свети Власиј“) е археологически обект, останки от християнски храм в Щип, Северна Македония.
Неговите останки се намират на западния склон на рида Хисар. Църквата е засвидетелствана в писмени исторически извори. Неин ктитор е щипският челник Станислав. В 1377 година Йоан Драгаш и брат му Константин даряват църквата на Хилендарския манастир, а дарението е инициирано от челник Станислав. Църквата е локализирана по време на консервационни дейности по Щипската крепост Хисар в 2009 година.